# Marie-Eugénie Maréchal
 (octobre 2022).
Pour les articles homonymes, voir Maréchal.
Marie-Eugénie Maréchal, est une actrice et directrice artistique française.
Pratiquant le doublage, elle est notamment la voix française régulière de Kirsten Dunst, Elizabeth Banks, Amanda Seyfried, Teresa Palmer et Christina Ricci ainsi que l'une des voix de Ginnifer Goodwin, Heather Graham et Camilla Luddington.
Au sein de l'animation, elle est connue pour être la voix de Tails le renard dans la franchise Sonic the Hedgehog depuis 2003, de SamMaman dans SamSam depuis 2007, ainsi que de Judy Hopps dans Zootopie.

## Théâtre
- 1987 : L’Hurluberlu de Jean Anouilh, mise en scène de Gérard Vergez, théâtre du Palais-Royal (en alternance)

## Doublage
Note : Les dates indiquées en italique correspondent aux sorties initiales des films auxquels Marie-Eugénie Maréchal a participé aux doublages tardifs et aux redoublages.

### Cinéma

#### Films
- Kirsten Dunst dans (22 films) :
  - Small Soldiers (1998) : Christy Fimple
  - Belles à mourir (1999) : Amber Atkins
  - American Girls (2000) : Torrance Shipman
  - Allison Forever (2001) : Kelly Woods
  - Un parfum de meurtre (2001) : Marion Davies
  - Spider-Man (2002) : Mary Jane Watson
  - Le Sourire de Mona Lisa (2003) : Betty Warren
  - Le Salut (2003) : Sofia Mellinger
  - Spider-Man 2 (2004) : Mary Jane Watson
  - La Plus Belle Victoire (2004) : Lizzie Bradbury
  - Spider-Man 3 (2007) : Mary Jane Watson
  - Love and Secrets (2010) : Katie McCarthy
  - Sur la route (2012) : Marylou / Lu-Anne Henderson
  - Bachelorette (2012) : Regan
  - Upside Down (2013) : Eden
  - The Bling Ring (2013) : elle-même
  - Légendes vivantes (2013) : El Trousias Maiden of the Clouds
  - The Two Faces of January (2014) : Colette MacFarland
  - Midnight Special (2016) : Sarah Tomlin
  - Les Figures de l'ombre (2016) : Vivian Mitchell
  - Les Proies (2017) : Edwina Morrow
  - Civil War (2024) : Lee Smith

- Elizabeth Banks dans (14 films) :
  - Meet Bill (2008) : Jess
  - Frère Noël (2008) : Charlene
  - W. : L'Improbable Président (2008) : Laura Bush
  - Les Trois Prochains Jours (2010) : Lara Brennan
  - Hunger Games (2012) : Effie Trinket
  - Dos au mur (2012) : Lydia Mercer
  - Ce qui vous attend si vous attendez un enfant (2012) : Wendy
  - My Movie Project (2013) : Amy
  - Hunger Games : L'Embrasement (2013) : Effie Trinket
  - Blackout total (2014) : Meghan Miles
  - Hunger Games : La Révolte, partie 1 (2014) : Effie Trinket
  - Hunger Games : La Révolte, partie 2 (2015) : Effie Trinket
  - Power Rangers (2017) : Rita Repulsa
  - The Beanie Bubble (en) (2023) : Robbie

- Amanda Seyfried dans (11 films) :
  - Jennifer's Body (2009) : Needy Lesnick
  - Cher John (2010) : Savannah Curtis
  - Le Chaperon rouge (2011) : Valerie
  - Time Out (2012) : Sylvia Weis
  - Disparue (2012) : Jill Conway
  - Les Misérables (2012) : Cosette
  - Un grand mariage (2013) : Missy O'Connor
  - Pan (2015) : Mary
  - Père et Fille (2015) : Katie
  - Anon (2018) : La fille
  - Gringo (2018) : Sunny

- Teresa Palmer dans (8 films) :
  - L'Apprenti sorcier (2010) : Becky Barnes
  - Numéro quatre (2011) : Numéro Six
  - Warm Bodies (2013) : Julie
  - Kill Me Three Times (2014) : Lucie
  - Knight of Cups (2015) : Karen
  - Tu ne tueras point (2016) : Dorothy Schutte
  - Message from the King (2017) : Kelly
  - The Fall Guy (2024) : Iggy Starr

- Heather Graham dans (6 films) :
  - Boogie Nights (1997) : Rollergirl / Brandy
  - Very Bad Trip (2009) : Jade
  - Very Bad Trip 3 (2013) : Jade
  - Horns (2013) : Horns
  - Coup de foudre garanti (2020) : Tamara Taylor
  - Bonjour l'esprit de Noël ! (2023) : Charlotte Sanders

- Christina Ricci dans (5 films) :
  - Pecker (1998) : Shelley
  - Buffalo '66 (1998) : Layla
  - Les Témoins (2003) : Cassie Grant
  - Black Snake Moan (2006) : Rae
  - Les Soldats du désert (2006) : Sarah Schivino

- Nikki Reed dans (5 films) :
  - Twilight, chapitre I : Fascination (2008) : Rosalie Hale
  - Twilight, chapitre II : Tentation (2009) : Rosalie Hale
  - Twilight, chapitre III : Hésitation (2010) : Rosalie Hale
  - Twilight, chapitre IV : Révélation, 1re partie (2011) : Rosalie Hale
  - Twilight, chapitre V : Révélation, 2e partie (2012) : Rosalie Hale

- Reese Witherspoon dans (4 films) :
  - Jack the Bear (1993) : Karen Morris
  - Détention secrète (2007) : Isabella Fields El-Ibrahimi
  - Tout... sauf en famille (2008) : Kate
  - Inherent Vice (2014) : Penny Kimball

- Malin Åkerman dans : 
  - Harold et Kumar chassent le burger (2004) : Liane
  - Sans compromis (2011) : Tes
  - Rampage : Hors de contrôle (2018) : Claire Wyden

- Christina Applegate dans :
  - Alvin et les Chipmunks 2 (2009) : Brittany (voix)
  - Alvin et les Chipmunks 3 (2011) : Brittany (voix)
  - Alvin et les Chipmunks : À fond la caisse (2015) : Brittany (voix)

- Julianne Hough dans :
  - Burlesque (2010) : Georgia
  - Footloose (2011) : Ariel Moore
  - Curve (2015) : Mallory Rutledge

- Colleen O'Shaughnessey (en) dans :
  - Sonic, le film (2020) : Tails (voix, caméo postgénérique)
  - Sonic 2, le film (2022) : Tails (voix)
  - Sonic 3, le film (2024) : Tails (voix)

- Nora Miao dans :
  - La Fureur de vaincre (1972[1]) : Yuan Le-erh
  - La Fureur du dragon (1972[1]) : Chen Ching-hua

- Keira Knightley dans : 
  - Joue-la comme Beckham (2002) : Jules Paxton
  - Imitation Game (2014) : Joan Clarke

- Maggie Gyllenhaal dans :
  - La Secrétaire (2002) : Lee Holloway
  - Chassé-croisé à Manhattan (2005) : Elaine

- Lizzy Caplan dans : 
  - La Copine de mon meilleur ami (2008) : Ami, la colocataire d'Alexis
  - Alliés (2016) : Bridget Vatan

- Ginnifer Goodwin dans : 
  - Ce que pensent les hommes (2009) : Gigi
  - A Single Man (2009) : Mme Strunk, la voisine de George

- Adrianne Palicki dans :
  - Légion (2010) : Charlie
  - Quasi (en) (2023) : la reine Catherine

- Laura Brent dans : 
  - Le Monde de Narnia : L'Odyssée du Passeur d'Aurore (2010) : Lilliandil
  - Mortal Kombat (2021) : Alison Young

- Eva Green dans :
  - 300 : La Naissance d'un empire (2014) : Artémise Ire
  - The Nocebo Effect (2022) : Christine

- Andrea Riseborough dans :
  - Birdman (2014) : Laura Aulburn
  - La Mort de Staline (2017) : Svetlana Allilouieva

- Tsubasa Honda dans :
  - Fullmetal Alchemist : La Vengeance de Scar (2022) : Winry Rockbell
  - Fullmetal Alchemist : La dernière alchimie (2022) : Winry Rockbell

- 1949[2] : Les Désemparés : Beatrice Harper (Geraldine Brooks)
- 1971[1] : The Big Boss : Chow Mei (Maria Yi (en))
- 1994 : Fist of Legend : Mitsuko Yamada (Shinobu Nakayama)
- 1995 : Extravagances : Bobby Lee (Jennifer Milmore (en))
- 1996 : La Revanche de Pinocchio : Pinocchio (voix) (Dick Beals)
- 1996 : Scream : Tatum Riley (Rose McGowan)
- 1998 : Pleasantville : Margaret (Marley Shelton)
- 1998 : The Faculty : Marybeth Louise Hutchinson (Laura Harris)
- 1999 : Dix Bonnes Raisons de te larguer : Katarina « Kat » Stratford (Julia Stiles)
- 1999 :  Virgin Suicides : Bonnie Lisbon (Chelse Swain)
- 2000 : Adam, Serial Lover : Lucy Owens (Kate Hudson)
- 2000 : Destination finale : Terry Chaney (Amanda Detmer)
- 2001 : American Pie 2 : Nathalie (Joelle Carter)
- 2002 : Cabin Fever : Karen (Jordan Ladd)
- 2003 : Johnny English : Lorna Campbell (Natalie Imbruglia)
- 2003 : Détour mortel : Carly (Emmanuelle Chriqui)
- 2003 : Massacre à la tronçonneuse : Pepper (Erica Leerhsen)
- 2003 : George de la jungle 2 : Tiffany (Kirstie Hutton)
- 2003 : Elfe : Jovie (Zooey Deschanel)
- 2003 : Love Actually : Judy (Joanna Page)
- 2004 : Lolita malgré moi : Gretchen Wieners (Lacey Chabert)
- 2004 : Eurotrip : Jenny (Michelle Trachtenberg)
- 2005 : Chaos : Marnie Rollins (Keegan Connor Tracy)
- 2005 : Otage : Jennifer Smith (Michelle Horn)
- 2005 : A Dirty Shame : Caprice Stickles (Selma Blair)
- 2007 : La Guerre selon Charlie Wilson : Jailbait, une des assistantes de Charlie (Shiri Appleby)
- 2008 : Un jour, peut-être  : April Hoffman (Isla Fisher)
- 2008 : Super Héros Movie : Jill Johnson (Sara Paxton)
- 2008 : Hellboy 2 : la princesse Nuala (Anna Walton)
- 2009 : (500) jours ensemble : Alison (Rachel Boston)
- 2009 : Saw 6 : Pamela Jenkins (Samantha Lemole)
- 2010 : Buried : Linda Conroy (Samantha Mathis)
- 2010 : Mother's Day : Melissa McGuire (Jessie Rusu)
- 2010 : Tron : L'Héritage : Gem (Beau Garrett)
- 2010 : Les Voyages de Gulliver : la princesse Mary (Emily Blunt)
- 2011 : The Roommate : Sara Matthews (Minka Kelly)
- 2011 : Scream 4 : Jenny Randall (Aimee Teegarden)
- 2012 : La Véritable histoire d'Edward et Bella chapitre 4 - 1/2 : Indigestion : Rosalie Hale
- 2012 : Sexy Dance 4: Miami Heat : Claire (Megan Boone)
- 2013 : Stoker : India Stoker (Mia Wasikowska)
- 2013 : Les Schtroumpfs 2 : la Schtroumpfette (Katy Perry) (voix)
- 2014 : Je t'aime à l'italienne : Maddie (Annabel Scholey)
- 2017 : Guardians : Elena Larina (Valeriya Shkirando (uk))
- 2017 : Star Wars, épisode VIII : Les Derniers Jedi : voix additionnelles
- 2019 : Wedding Nightmare : Charity (Elyse Levesque)
- 2020 : Quad (en) : Christine (Shannon Lucio)
- 2020 : Archenemy : Cleo Ventrik (Amy Seimetz)
- 2022 : Sonic : Drone maison : Tails (Alicyn Packard (en)) (court métrage, voix)
- 2022 : F*ck l'amour, toujours ! (en) : Monica (Anouk Maas)
- 2022 : Le Livre de Catherine (en) : Lady Berenice Sidebottom (Mimi Ndiweni)
- 2023 : Nos pires amis 2 : Mme Kim (Julee Cerda (en))
- 2024 : The Crow : Marion (Laura Birn)

#### Films d'animation
- 1987 : Les Aventures des Chipmunks : Britanny (2d doublage)
- 1989 : Le Triomphe de Babar : Céleste (enfant)
- 1994 : Le Septième Petit Frère : Annie, la petite fille
- 1995[n 1] : Armitage III : Naomi Armitage
- 1998 : La première neige : Pouffi
- 1999 : Jin-Roh, la brigade des loups : Kei Amemiya
- 1999 : Perfect Blue : Mima Kirigoe
- 2000 : Batman, la relève : Le Retour du Joker : Delia Dennis, Dee Dee, Chelsea Cunningham, Joyce Carr
- 2001 : Digimon, le film : TK enfant, Kari, Biyomon
- 2002 : Peter Pan 2 : Retour au Pays imaginaire : voix additionnelles
- 2003 : Barbie et le Lac des cygnes : Carlita
- 2004 : Bratz : La Star Party : Jade
- 2005 : Bratz : Rock Angelz : Jade
- 2005 : Final Fantasy VII: Advent Children : Aerith Gainsborough
- 2006 : The Wild : voix additionnelles
- 2007 : Bienvenue chez les Robinson : Tante Billie
- 2007 : Evangelion: 1.0 You Are (Not) Alone : voix additionnelles
- 2008 : WALL-E : EVE
- 2008 : Delgo : la princesse Kyla
- 2010 : Alpha et Oméga : Lilly
- 2010 : Superman/Batman : Apocalypse : Kara / Supergirl
- 2011 : La Colline aux coquelicots : la mère de Shun
- 2012 : Les Pirates ! Bons à rien, mauvais en tout : le pirate étonnamment plantureux
- 2012 : Tad l'explorateur : À la recherche de la cité perdue : Sara Lavrof
- 2013 : Les Schtroumpfs 2 : la Schtroumpfette
- 2016 : Zootopie : Judy Hopps
- 2017 : Tad et le Secret du roi Midas : Sara Lavrof
- 2018 : Nouvelle Génération : Molly Su
- 2018 : Constantine : City of Demons : Asa / Nightmare Nurse
- 2019 : Terra Willy, planète inconnue : Maman
- 2020 : SamSam : SamMaman
- 2020 : Altered Carbon: Resleeved : Gena
- 2020 : Pets United : L'union fait la force : Belle
- 2021 : Raya et le Dernier Dragon : voix additionnelles
- 2021 : Encanto : La Fantastique Famille Madrigal : Señora Ozma
- 2022 : Tad l'explorateur et la table d'émeraude : Sara Lavrof
- 2023 : Nimona : ?
- 2023 : Il était une fois un studio : Judy Hopps (court métrage)
- 2024 : La Nuit d'Orion : Quiétude[n 2]
- 2024 : Ce Noël-là : Mme Williams[n 3]
- 2025 : La Rose de Versailles (en) : ?

### Télévision

#### Téléfilms
- Kimberly J. Brown dans :
  - Les Sorcières d'Halloween (1998) : Marnie Piper
  - Les Sorcières d'Halloween 2 (2001) : Marnie Piper
  - Les Sorcières d'Halloween 3 (2004) : Marnie Piper

- Devon Weigel dans :
  - Mes parrains sont magiques, le film : Grandis Timmy (2011) : Vicky
  - Mes parrains fêtent Noël (2012) : Vicky
  - Mes parrains sont magiques : Aloha ! (en) (2014) : Vicky

- Rhonda Dent dans :
  - Le Secret d'une mère porteuse (2022) : Susie
  - Petite ville, grands mensonges (2022) : Rachel

- 1996 : Le Prix d'une amitié : Jill Archer (Kimberley Warnat)
- 1998 : Les Soupçons de Mary : Mary Stuartson (Melissa Joan Hart)
- 2002 : Nancy Drew, journaliste-détective : Nancy Drew (Maggie Lawson)
- 2005 : Figure libre : Ronnie (Amy Halloran)
- 2006 : Les Sorcières d'Halloween 4 : Marnie Piper (Sara Paxton)
- 2007 : L'Empreinte du passé : Abby Reed / Linda Reynolds (Mariana Klaveno)
- 2007 : Le Regard d'une mère : Samantha Cooper (Kirsten Prout)
- 2009 : Bobby, seul contre tous : Jeanette (Rebecca Louise Miller)
- 2009 : American Virgin (en) : Naz (Brianne Davis (en))
- 2009 : L'Aventure de Noël : Teresa Johnson (Elyse Levesque)
- 2010 : La Dernière Noce : Lindsey Ross Forrest (Summer Glau)
- 2013 : Sacrifice : Hana Cížková (Emma Smetana (cs))
- 2015 : Whitney Houston : Destin brisé : Whitney Houston (Yaya DaCosta)
- 2016 : La Fabuleuse Mademoiselle Cooper : Lady Isabella
- 2016 : Un été secret : Rachel (Lindsey Shaw)
- 2018 : Coaching mortel : Leslie (Briana Lane (en))
- 2019 : Abandonnée à 13 ans : Jeanne Kerr (Ginnifer Goodwin)
- 2021 : Qui veut tuer la future mariée : Jessica (Zoila Garcia)
- 2023 : Un merveilleux Noël en famille : Maddy (Stacey Farber)
- 2023 : Un squatteur sous mon toit : Jaden (Taylor Carter)
- 2024 : La vengeance des victimes : Julia Hapsburg (Lara Amersey (en))

#### Séries télévisées
- Elizabeth Banks dans (7 séries) :
  - Scrubs (2006-2009) : Dr Kimberly « Kim » Briggs (16 épisodes)
  - Modern Family (2009-2020) : Sal (7 épisodes)
  - Wet Hot American Summer: First Day of Camp (2015) : Lindsay (mini-série)
  - Wet Hot American Summer : Ten Years Later (2017) : Lindsay (mini-série)
  - Larry et son nombril (2017) : Elizabeth Banks (saison 9, épisode 3)
  - Mrs. America (2020) : Jill Ruckelshaus (mini-série)
  - Complicités (2025) : Nicky Macintosh (mini-série)

- Shannon Lucio dans (5 séries) :
  - New York Police Blues (2004) : Courtney Bates (saison 11, épisode 12)
  - Newport Beach (2004-2005) : Lindsay Gardner (saison 2)
  - Prison Break (2008) :  Trishanne / Miriam Holtz (saison 4)
  - Grey's Anatomy (2009) : Amanda (3 épisodes)
  - The Gates (2010) : Teresa (5 épisodes)

- Lindsey Shaw dans (4 séries) :
  - Ned ou Comment survivre aux études (2004-2007) : Jennifer « Moze » Mozely (55 épisodes)
  - Aliens in America (2007-2008) : Claire Tolchuk (18 épisodes)
  - Pretty Little Liars (2011-2017) : Paige McCullers (45 épisodes)
  - Suburgatory (2014) : June (saison 3)

- Genevieve Padalecki dans (4 séries) :
  - Wildfire (2005-2008) : Kris Furillo (51 épisodes)
  - Supernatural (2008-2020) : Ruby (13 épisodes)
  - Flashforward (2009-2010) : Tracy Stark (10 épisodes)
  - Walker (2021-2024) : Emily Walker (12 épisodes)

- Ginnifer Goodwin dans (4 séries) :
  - Big Love (2006-2011) : Margene « Margie » Heffman (53 épisodes)
  - Once Upon a Time (2011-2018) : Blanche-Neige / Mary Margaret Blanchard (134 épisodes)
  - Why Women Kill (2019) : Beth Ann Stanton (saison 1)
  - Allô la Terre, ici Ned (en) (2020) : Ginnifer Goodwin (épisode 11)

- Jessica Lucas dans (4 séries) : 
  - 90210 Beverly Hills : Nouvelle Génération (2008) : Kimberly McIntyre (saison 1)
  - Melrose Place : Nouvelle Génération (2009-2010) : Riley Ann Richmond (18 épisodes)
  - Cherche partenaires désespérément (2011) : Riley Elliot (13 épisodes)
  - Gotham (2015-2019) : Tabitha Galavan (67 épisodes)

- Sara Rue dans :
  - Urgences (1996) : Jane (saison 3, épisode 3)
  - Popular (1999-2001) : Carmen Ferrara (43 épisodes)
  - The Big Bang Theory (2008) : Dr Stephanie Barnett (saison 2, épisodes 8 à 10)

- Marisa Coughlan dans :
  - Wasteland (1999) : Dawnie Parker (13 épisodes)
  - Boston Justice (2005-2006) : Melissa Hughes (12 épisodes)
  - Bones (2009) : l'agent spécial Payton Perotta (saison 4, épisodes 13 à 15)

- Anna Belknap dans :
  - FBI : Opérations secrètes (2003-2004) : Lily (16 épisodes)
  - NIH : Alertes médicales (2004-2005) : Eva Rossi (20 épisodes)
  - Hawaii 5-0 (2015) : Amy Lange (saison 5, épisode 13)

- Gina Holden dans :
  - Flash Gordon (2007-2008) : Dale Arden (21 épisodes)
  - Harper's Island (2009) : Shea Allen (mini-série)
  - Legend of the Seeker : L'Épée de vérité (2010) : Lucinda (saison 2, épisode 7)

- Vanessa Ray dans : 
  - Damages (2010) : Tessa Marchetti (saison 3)
  - Suits : Avocats sur mesure (2011-2012) : Jenny Griffith (9 épisodes)
  - Blue Bloods (2013-2024) : l'officier Eddie Janko (220 épisodes)

- Christina Ricci dans :
  - Z : Là où tout commence (2015-2017) : Zelda Sayre Fitzgerald (10 épisodes)
  - Yellowjackets (depuis 2021) : Misti Quigley
  - Mercredi (2022-2025) : Marilyn Thornhill (10 épisodes)

- Amanda Seyfried dans : 
  - Veronica Mars (2004-2006) : Lily Kane (11 épisodes)
  - Justice (2006) : Ann Diggs (épisode 2)
  - The Crowded Room (2023) : Rya Goodwin (mini-série)

- Kayla Ewell dans :
  - Vampire Diaries (2009-2017) : Vicki Donovan (19 épisodes)
  - Roswell, New Mexico (2019-2021) : Nora Truman (8 épisodes)

- Anika Noni Rose dans :
  - Private Practice (2012) : Corinne Bennett (saison 5)
  - Bates Motel (2015-2016) : l'agent spécial Liz Babbitt (5 épisodes)

- Maureen Sebastian dans :
  - Revolution (2012-2014) : Priscilla Pittman (15 épisodes)
  - American Gothic (2016) : Naomi Flynn (9 épisodes)

- Lynn Collins dans :
  - Covert Affairs (2014) : Olga Akarova (saison 5, épisodes 11 à 13)
  - Harry Bosch (2020) : Alicia Kent (saison 6)

- Heather Graham dans :  
  - Californication (2014) : Julia (saison 7)
  - The Stand (2020) : Rita Blakemoor (mini-série)

- Docteur Quinn, femme médecin : Colleen Cooper (Erika Flores) puis (Jessica Bowman)
- 1996-1997 : Océane : Cassandra "Cass" Clayborn (Brooke Anderson)
- 1999 : JAG : Dar-Lin Lewis / Annie Lewis (Aysia Polk) (3 épisodes)
- Phénomène Raven : Alana (Adrienne Bailon)
- 2004-2005 : Les Quintuplés : Penny Chase (April Matson)
- Amour, Gloire et Beauté : Kimberly Fairchild (Ashley Cafagna-Tesoro)
- Sept à la maison : Deena Stewart (Nicole Cherie)
- Disparition : Mary Crawford  (Heather Donahue) (mini-série)
- Degrassi : La Nouvelle Génération : Ellie Nash (Stacey Farber)
- Preuve à l'appui : Abby Macy (Alex McKenna)
- Happy Family : Sara Brennan (Melanie Paxson)
- Kyle XY : Amanda Bloom (Kirsten Prout)
- Desperate Housewives : Deirdre Taylor (Jolie Jenkins)
- La Famille Carver : Shelly Carver (Tara C. Thompson)
- Dr House : Audrey Greenwald (Susan Egan)
- Grand Galop : Carole Hanson (Keenan MacWilliam)
- True Blood : Maurella (Kristina Anapau)
- Drop Dead Diva : Samantha Colby (Leelee Sobieski)
- New York, unité spéciale : April Troost (Estella Warren)
- UnREAL : Ruby Carter (Denée Benton)
- Lost : Les Disparus : Claudia (Lela Loren) (saison 6, épisode 15)
- Good Behavior : Tiffany Dash (Collette Wolfe)
- 2005-2007 : Ghost Whisperer : Séréna Hillard (Laura Regan) (saison 1, épisode 10), Amy Fields (Rachel Cannon) (saison 1, épisodes 21, 22 et saison 2, épisode 20) Rana Thomas (Jessy Schram) (saison 2, épisode 15) et Thea (T Lopez (en)) (saison 3, épisode 4)
- 2010 : Lie to Me : Ava Torres (Alyssa Diaz) (saison 2, épisode 16)
- 2011 : Body of Proof : Wendy (Cindy Lentol) (saison 1, épisode 4)
- depuis 2012 : Grey's Anatomy : Dr Josephine « Jo » Wilson (Camilla Luddington)
- 2013-2014 : The Good Wife : Robyn Burdine (Jess Weixler)
- 2015 : Fargo : Peggy Blumquist (Kirsten Dunst) (saison 2)
- 2018 : DC Titans : la « mère » (Melody Johnson) (saison 1)
- 2019-2020 : After Life : Sandy (Mandeep Dhillon) (12 épisodes)
- 2021 : Hit & Run : Danielle Wexler Azulai (Kaelen Ohm) (9 épisodes)
- 2021 : Le mystérieux cercle Bénédict : la chuchoteuse
- 2022 : Pistol : Bernadette (Gráinne O'Mahony) (mini-série)
- 2022 : Dirty Lines (nl) : Anoek Stigter (Abbey Hoes)
- 2022 : La nuit sera longue : Elisa Montero (Bárbara Goenaga) (mini-série)
- 2022-2023 : The Lazarus Project : Zhang Rhui (Elaine Tan (en))
- 2023 : Vikings: Valhalla : Aelfwynn (Maria Guiver)
- 2023 : Gabriel et ses petits démons (es) : Brenda (Diana Bovio (es))
- 2024 : Mr. et Mrs. Smith : l'autre Jane (Parker Posey)
- 2024 : Knuckles : Tails (Colleen O'Shaughnessey (en)) (mini-série, voix)
- 2024 : Agatha All Along : Blackheart / Rio Vidal (Aubrey Plaza) (mini-série)
- 2024 : Douglas Is Cancelled : Madeline Crow (Karen Gillan) (mini-série)
- 2025 : Cassandra : Cassandra (Lavinia Wilson)
- 2025 : Zero Day : Alexandra Mullen (Lizzy Caplan) (mini-série)
- 2025 : Dying for Sex : Molly (Michelle Williams) (mini-série)

#### Téléréalité
- 2003-2007 : The Simple Life : elle-même (Nicole Richie)

#### Séries d'animation
- 1984-1985[n 4] : Wingman : Sylvie Pruitt
- 1994 : Crypte Show : Mildred (épisode 9)
- 1994-1997 : Le Bus magique : Ophélie
- 1996 : Équipières de choc : Anna
- 1996-2000 : KaBlam! (en) : June
- 1997 : Armitage III[3] : Naomi Armitage (OAV)
- 1998 : Hé Arnold ! : Simone (épisode 62)
- 1998 : Les Nouvelles Aventures de Batman : Baby Doll (épisode Un amour de crocodile)
- 1999 : Batman, la relève : Chelsea Cunningham (épisodes 9 et 24)
- 2000 : Sabrina : Sabrina Spellman
- 2000-2001 : Digimon Adventure : Takeru « T.K. » Takaishi (enfant), Kari Kamiya, Biyomon, Birdramon
- 2001 : Drôles de petites bêtes : Mireille l'abeille
- 2001 : Le Paradis d'Hello Kitty[4] : Mimmy
- 2001-2002 : Digimon Adventure 02 : Takeru « T.K. » Takaishi (enfant), Kari Kamiya, Biyomon, voix additionnelles
- 2001-2003 : Ginger : Courtney Gripling
- 2003-2006 : Sonic X : Tails
- 2003-2007 : Piggly et ses amis : Danny, Ferny
- 2004-2008 : Le Monde de Todd : Stella, Mitzi
- 2006-2008 : Mes parrains sont magiques : Vicky (2e voix), Trixie Tang (2e voix), Binky, la princesse Mandie, Mlle Brillante/Mlle Malédicta, Megan Bacon
- 2006-2008 : Avatar, le dernier maître de l'air : Suki (saisons 2 et 3), Mai, Joo Dee, Kyoshi (2e voix), Ursa (2e voix), Jun (voix de remplacement)
- 2007 : Banja : Zelia
- 2007-2012 : Bibi, nom d'une sorcière : Flowipowi, Charles Crésus
- 2007-2009 : Finley, le camion de pompiers (en) : voix additionnelles
- 2007-2009 : Gundam 00 : Kinue Crossroad
- 2007-2011 / 2023 : SamSam : SamMaman
- 2008 : Wakfu : Pécora (épisode 5), Galanthe (épisode Noximilien)
- 2008-2015 : Chuggington : ?
- 2009 : Hello Kitty : La Forêt des Pommes[5] : Mimmy et interprète du générique
- 2009 : Gundam 00 : Kinue Crossroad
- 2009[n 5] : Archer : Framboise (saison 1, épisode 9)
- 2009-2011 : Le Petit Nicolas : la maîtresse
- 2014-2017 : Sonic Boom : Tails
- 2015-2016 : Vixen : Mari McCabe / Vixen (web-série)
- depuis 2015 : Alvin et les Chipmunks : Brittany Miller
- 2017 : La Ligue des justiciers : Action : Vixen (2e voix)
- 2017-2021 : La Bande à Picsou : Amunet (saison 1, épisode 8)
- 2020 : Kipo et l'âge des animonstres : Florabel
- 2020 : Solar Opposites : P.A.T.R.I.C.I.A
- 2020-2023 : Scissor Seven : Treize
- 2021-2023 : Toukin, le chien-requin (en) : Maman
- 2022 : Cyberpunk: Edgerunners : la professeure
- 2022 : Zootopie+ (en) : Judy Hopps
- 2022-2024 : Sonic Prime : Tails et ses versions alternatives (Nine, Teigneux, Voilure)
- 2023 : Kiff : Beryl et le fantôme de la grand-mère
- 2023 : Strange Planet (en) : la directrice
- 2023 : Malédictions ! (en) : Ania
- 2024 : Batman, le justicier masqué : Selina Kyle / Catwoman[n 6]

### Jeux vidéo
- 2002 : Kingdom Hearts : Aerith Gainsborough
- 2004 : Spider-Man 2 : Mary Jane Watson
- 2005 : Kingdom Hearts 2 : Aerith Gainsborough
- 2005 : Chicken Little : voix additionnelles
- 2007 : Elsword (en) : Eve
- 2007 : Le Pique-nique de Loulou le Pou : Mireille l'abeille, Adèle la sauterelle et Carole la luciole
- 2008 : Aion: The Tower of Eternity : Lupois, Conseiller du Maître Partu pour l'event 4 ans d'Aion
- 2010 : Alan Wake : Rose Marigold
- 2011 : Sonic Generations : Tails
- 2011 : Tron: Evolution : voix additionnelles
- 2012 : Resident Evil: Revelations : Jessica Sherawat
- 2012 : The Amazing Spider-Man : Gwen Stacy
- 2013 : Mario et Sonic aux Jeux olympiques d'hiver de Sotchi 2014 : Tails
- 2013 : Sonic Lost World : Tails
- 2013 : Sly Cooper : Voleurs à travers le temps : Pénélope
- 2014 : Dragon Age: Inquisition : Impératrice Célène
- 2014 : Sonic Boom : L'Ascension de Lyric : Tails
- 2014 : Sonic Boom : Le Cristal brisé : Tails
- 2014 : The Elder Scrolls Online : divers personnages féminins
- 2014 : The Evil Within : Juli Kidman
- 2015 : Rise of the Tomb Raider : Sofia
- 2015 : Call of Duty: Black Ops III : Jessica[n 7]
- 2015 : The Witcher 3: Wild Hunt : Rosa var Attre, Molly et divers personnages
- 2015 : Lego Dimensions : Tails, Starfire
- 2016 : Mario et Sonic aux Jeux Olympiques de Rio 2016 : Tails
- 2016 : ReCore : Joule Adams
- 2016 : Ratchet and Clank : Cora Verolux
- 2016 : Sonic Boom : Le Feu et la Glace : Tails
- 2016 : Bloodborne : Iosefka
- 2017 : Sonic Forces : Tails
- 2017 : The Evil Within 2 : Juli Kidman
- 2017 : Tom Clancy's Ghost Recon Wildlands : Nomad
- 2019 : Mario et Sonic aux Jeux olympiques de Tokyo 2020 : Tails
- 2019 : Tom Clancy's Ghost Recon Breakpoint : Nomad
- 2019 : Team Sonic Racing : Tails
- 2021 : Sonic Colours Ultimate : Tails
- 2022 : Sonic Frontiers : Tails
- 2023 : Alan Wake 2 : Rose Marigold
- 2023 : Disney Dreamlight Valley : EVE
- 2024 : Sonic X Shadow Generations (en) : Tails

### Direction artistique
Marie-Eugénie Maréchal est aussi ponctuellement à la direction artistique de versions françaises.

#### Films
- 1981[n 8] : 13 Morts et demi
- 1985[n 9] : Chaleur rouge
- 2009 : Traqués
- 2009 : Solitary Man
- 2010 : État de choc[7]
- 2010 : Little Big Soldier
- 2010 : Frozen
- 2011 : Priest[7]
- 2011 : 30 minutes maximum
- 2011 : Shaolin
- 2012 : 21 Jump Street
- 2012 : Premium Rush
- 2012 : Red Lights[7]
- 2012 : At Any Price
- 2013 : C'est la fin
- 2014 : 22 Jump Street
- 2014 : The Gambler
- 2014 : Crise de mères
- 2014 : It Follows
- 2014 : Le Virtuose
- 2015 : Insidious : Chapitre 3
- 2015 : The Diary of a Teenage Girl
- 2015 : Mr. Right
- 2016 : Mascots
- 2016 : Don't Breathe : La Maison des ténèbres
- 2016 : Ma mère et moi[7]
- 2017 : Ça
- 2018 : Un raccourci dans le temps
- 2018 : Bird Box
- 2019 : En eaux troubles
- 2019 : Ça : Chapitre 2
- 2020 : Nightmare Island
- 2020 : Artemis Fowl
- 2020 : Pieces of a Woman
- 2020 : One Night in Miami
- 2021 : Palmer
- 2021 : Don't Breathe 2
- 2021 : Many Saints of Newark - Une histoire des Soprano
- 2022 : Adam à travers le temps
- 2022 : Violent Night
- 2023 : You People
- 2023 : Toi chez moi et vice-versa
- 2023 : We Have a Ghost
- 2023 : Insidious: The Red Door
- 2023 : Bird Box Barcelona
- 2023 : En eaux (très) troubles
- 2023 : 10 jours du côté du bien (tr)
- 2023 : 10 jours du côté du mal (tr)
- 2023 : Death Business
- 2023 : The Killer
- 2024 : Spaceman
- 2024 : One Fast Move (en)
- 2024 : Marie
- 2024 : The Killer's Game
- 2025 : Blanche-Neige
- 2025 : Mr. Wolff 2

#### Films d'animation
- 2019 : Klaus
- 2021 : Retour au bercail
- 2023 : Le Royaume de Kensuké
- 2023 : Maboroshi
- 2024 : Looney Tunes : Daffy et Porky sauvent le monde

#### Téléfilms
- 2012 : Pour le sourire d'un enfant[7]
- 2012 : Opération cupcake[7]
- 2013 : Spring Break Fatal[7]
- 2013 : Le Secret de Clara[7]
- 2014 : Un œil sur mon bébé
- 2014 : Ma sœur, mon pire cauchemar[7]
- 2017 : Un festival pour Noël[7]
- 2018 : La clé d'un Noël réussi[7]
- 2018 : Un ex-fiancé en cadeau
- 2019 : Le calendrier secret de Noël[7]
- 2019 : Noël sous le signe du destin[7]
- 2019 : Nous deux, c'était écrit[7]
- 2020 : Les petits miracles de Noël[7]
- 2021 : Noël tout feu tout flamme[7]

#### Séries télévisées
- 2011 : Camelot[8] (avec Marie-Andrée Corneille)
- 2015-2019 : iZombie
- 2015-2024 : Camp Kikiwaka
- 2016 : Vice Principals (saison 1)
- 2016-2019 : The OA
- 2016-2021 : American Housewife
- 2016-2021 : The Girlfriend Experience
- 2017 : Doubt : Affaires douteuses
- 2017-2019 : Mindhunter
- 2017-2023 : Riverdale
- 2018 : Collateral
- 2018-2019 : Krypton
- 2019 : What/If
- 2020 : Katy Keene
- 2020 : Little Fires Everywhere (mini-série)
- 2020-2022 : Control Z
- 2021 : Souviens-toi… l'été dernier
- 2021 : Destin : La Saga Winx (saison 1)
- 2021-2023 : Young Rock (avec Vanina Pradier)
- depuis 2021 : Chucky (avec Vanina Pradier)
- 2022 : The Pentaverate (mini-série)
- 2022 : Dahmer - Monstres : L'Histoire de Jeffrey Dahmer (mini-série, avec Vanina Pradier)
- 2022 : Vers les étoiles
- 2022 : Mammifères (en)
- 2022 : Périphériques, les mondes de Flynne
- 2022 : Si j'avais su
- 2022 : Super PupZ : Des chiots pas comme les autres
- 2022 : Colin from Accounts (en)
- 2023 : La Cité invisible (saison 2)
- 2023 : Wilderness (mini-série)
- 2023 : Un meurtre au bout du monde (mini-série)
- 2024 : Dans cette vie ou une autre (es) (mini-série)
- 2024 : The Big Cigar (mini-série)
- 2024 : Eric (mini-série)
- depuis 2024 : Bad Monkey
- 2024 : Monstres : L'Histoire de Lyle et Erik Menéndez (mini-série)
- 2024 : Invisible (es) (mini-série)
- 2025 : El jardinero (mini-série)
- depuis 2025 : Nouvelle vie à Ransom Canyon

#### Séries d'animation
- 2015-2016 : Turbo FAST (saisons 2 et 3)
- 2018-2024 : Le Prince des dragons
- 2021 : Otis, à la rescousse !
- 2023 : SuperChatons
- 2024 : Rêves Productions (en) (mini-série, avec Hervé Bellon)